# Баевер, Антонина
Антонина Баевер (род. 1989, Москва) — постконцептуальная художница и куратор.

## Биография
Училась в Московском университете культуры и искусств (2008—2010) и Московской школе фотографии и мультимедиа им. Родченко (2010—2013). Живёт и работает в Москве.
Художница работает с видео, инсталляциями, объектами, живописью. Используя все эти медиа, Баевер разрабатывает поле критического осмысления сбоев в современности, либо предлагает иные, — идеальные, — сценарии будущего. В своей художественной практике Баевер пристально изучает трещины привычного порядка вещей. Анализируя эти ошибки, она находит альтернативные общепринятым алгоритмы, которые смещают зрительское восприятие проблемы в иные плоскости и выводят за рамки привычных отношений. Погрешности в мироустройстве позднего капитализма рассматриваются Баевер как абсурдные послания, которые она сама помогает зрителю увидеть, прочесть и расшифровать, выбирая каждый раз новую форму для этого. Она не ставит себе задач исправить эти ошибки, лишь заставить зрителя подумать о них иначе.
Это могут быть проститутки, помещенные в непривычную среду под пристальное внимание камеры, государственные символы, объясняемые молодёжным рекреационным сленгом, художественный деятель, находящийся в максимально интимной зоне груминга или сам зритель, пришедший на выставку и получающий непривычные инструкции от самого художника.
В новых работах у Антонины Баевер появляется альтер эго художника. Уходя всё дальше от устоявшихся в обществе систем отношений, она конструирует и брендирует собственную утопию, основанную на современных пост-дигитальных представлениях об идеальном мире.
Работы находятся в публичных и частных коллекциях, в том числе в Московском музее современного искусства, фонде парка «Музеон» и Центре документального кино.

## Персональные выставки
- 2017 — «#Godnormativity. Откровения в открытом доступе» (совм. с А. Вебером). Галерея «Триумф», Москва[3].
- 2015 — «Золотые слова». Московский музей современного искусства, Москва — куратор Р. Минаев[4][5].
- 2014 — «Времени больше не будет» (совм. с Д. Венковым). ЦВЗ Манеж, Москва — куратор В. Дьяконов[6].
- 2013 — «Добираясь вместе» (совм. с Д. Венковым). Галерея «Триумф», Москва — номинация на премию Кандинского-2014.

## Фестивали и биеннале
- 2017 — 1-я Триеннале российского искусства. Музей «Гараж», Москва.
- 2015 — 37-й Московский международный кинофестиваль, Москва.
- 2015 — Фестиваль видеоарта «Сейчас&Потом’15», Музей Архитектуры им. Щусева, флигель Руина, Москва.
- 2014 — VIII фестиваль «Зеркало», Иваново, Плес.
- 2014 — 36-й Московский международный кинофестиваль, Москва.
- 2014 — 13-й Канский видеофестиваль, Канск.
- 2013 — Бергенская ассамблея, Берген — конвенеры Е. Дёготь, Д. Рифф[7].
- 2013 — 12-й Канский видеофестиваль, Канск.
- 2013 — 35-й Московский международный кинофестиваль, Москва.
- 2013 — Фестиваль «Женщина в действии». ГЦСИ, Арсенал Нижегородского кремля, Н. Новгород — кураторы А. Савицкая, Е. Белова.
- 2013 — Фестиваль сверхкороткого метра ESF’13, Москва.
- 2012 — Международный фестиваль видеоарта в Эребру — куратор В. Илюшкина.
- 2012 — Международный фестиваль видеоарта CologneOFF VIII, Кёльн.

## Избранные групповые выставки
- 2016 — «Дух и цифра». Электромузей, Москва — куратор А. Шульгин[8].
- 2016 — «Yung Spice» (совм. с А. Потемкиной). Квартирная выставка, М. Никитская, 10, Москва.
- 2016 — «У розы нет зубов». Дом на набережной, квартира Симона Мраза, Москва — куратор А. Паршиков.
- 2015 — «Школа Родченко. Generation next». MAMM, Москва.
- 2015 — «Её». ЦСИ «Заря», Владивосток — куратор О. Саркисян[9][10].
- 2014 — «Социализм во сне», спец. показ в парке «Музеон», Москва — кураторы В. Трахтенберг и А. Паршиков.
- 2014 — Выставка номинантов премии Кандинского. Ударник, Москва.
- 2014 — «Размер имеет значение». Граунд Песчаная, Москва — кураторы К. Бочавар и А. Паршиков[11][12].
- 2014 — «Say it. Ru. Vol. 2». Эстерхазигассе, 29, Вена — куратор А. Ходорковская[13].
- 2014 — Выставка номинантов премии Курёхина, Центр Курехина, С.-Петербург.
- 2013 — Выставка номинантов премии Кандинского, Ударник, Москва.
- 2013 — «„Облако“ на „Фабрике“». Проект_Фабрика, Москва — куратор В. Скерсис.
- 2013 — Выставка номинантов премии «Инновация». ГЦСИ, Москва.
- 2013 — «Протест, или „Видео-удалено-за-нарушение-правил-в-отношении-наготы-или-содержания-сексуального-характера“». Лофт-проект «Этажи», С.-Петербург — куратор М. Годованная[14].
- 2013 — «The Happy End». MAMM, Москва.
- 2012 — «Варвары». Проект_Фабрика, Москва — кураторы А. Корси, О. Широкоступ.
- 2012 — «Show&Tell». Е. К. АртБюро, Москва — куратор Д. Рифф.

## Кураторские проекты
- 2017 — «На Марсе нет Сибири» (совм. с А. Образумовым), в рамках XII Красноярской музейной биеннале. Музей «Площадь Мира», Красноярск[15][16].
- 2016 — «Вчера мы всё», VIP-программа ярмарки Cosmoscow. Дом на набережной, Москва.
- 2016 — «Свежая кровь». «Винзавод», большое винохранилище, Москва[17].
- 2015 — «Тренды» (совм. с Р. Минаевым), спецпроект VI Московской биеннале. Новое крыло дома Гоголя, Москва[18].
- 2015 — «Каргоченто». ISSMAG gallery, Москва.
- 2015 — «Руки вверх!» Открытая галерея, Москва.
- 2015 — «Чувство собственного достоинства непредсказуемо». ISSMAG gallery, Москва.
- 2014 — «Возмутители спокойствия». Дизайн-завод «Флакон», The Cube, Москва.
- 2014 — «Внедрение». Граунд Ходынка, Москва.
- 2014 — «Москва. Барокко. 2014». Галерея «Триумф», особняк П. Бачуриной, Москва[19].
- 2014 — «1:0». Театр Практика, Москва.

## Признание
- 2013 — Приз за лучший фильм в номинации «видео». Фестиваль сверхкороткого фильма ESF’13, Москва.

С четырьмя разными работами художница была дважды номинирована на премию С. Курёхина (обе номинации в 2013 году), дважды — на премию В. Кандинского (в 2013 и 2014 годах) и один раз — на «Инновацию-2013». Совместный кураторский проект Антонины Баевер и Романа Минаева «Тренды» был включён в список 25 лучших работ 2015 года, составленный редакцией «Aroundart».

## Резиденции
- 2016 — Академия Мировых Искусств (Akademie der Künste der Welt), Кельн, Германия (февраль-март).
- 2015 — Центр Пауля Клее, Берн, Швейцария (август).
- 2013 — Университет Аризоны, Биосфера 2, США (июль).
- 2012 — Приволжский филиал Государственного Центра Современного Искусства, Н. Новгород (сентябрь).